# Otto van Limburg Stirum

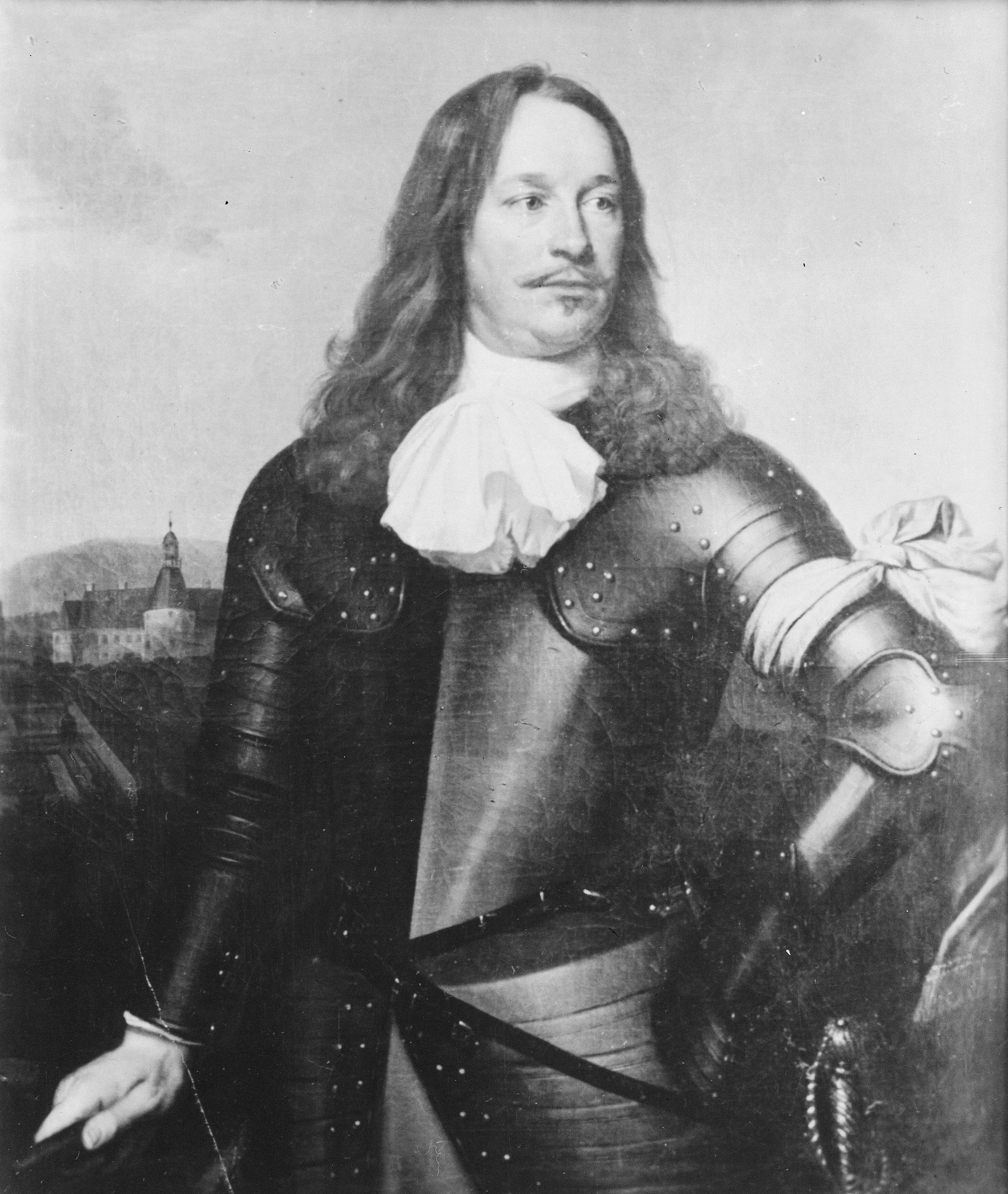
Otto van Limburg Stirum geportretteerd door Lucas van de Kaey

Otto van Limburg Stirum graaf van Limburg Stirum, heer van Bronckhorst, Borculo en Wisch (ca. 1620 - Borculo 27 augustus 1679) was een officier in dienst van de keurvorst van Brandenburg, Koninkrijk Zweden en laatst het Staatse leger. 

## Biografie
Otto graaf van Limburg en Bronkhorst, heer van Styrum, Wisch, Borculo en de Rijksheerlijkheid Gemen, erfbaanderheer in het hertogdom Gelre, gouverneur van Groenlo en Nijmegen, was de oudste zoon van Herman Otto I van Limburg Stirum en Anna Margaretha Spies von Büllesheim. In 1668 ging hij over van het Rooms-Katholieke geloof naar het Protestantisme, als gevolg waarvan het voor hem en zijn kinderen mogelijk werd om publieke ambten te bekleden.

### Huwelijk en nageslacht
Hij trouwde in kasteel Buren op 15 juni 1643 met Elisabeth Charlotte van Dohna-Carwinden (Carwinden, 14 februari 1625 - Borculo 18 maart 1691), een nicht van Amalia van Solms en zuster van Frederik van Dohna-Carwinden. Zij was een dochter van Christoph van Dohna Schlobitten (1583-1637) en Ursula van Solms Braunfels (1594-1657). 
Uit hun huwelijk zijn de volgende kinderen geboren:
- Otto Christoffel van Limburg Stirum (1645 - gesneuveld tijdens het beleg van Maastricht in 1673)
- Amalie Luise Wilhelmina van Limburg Stirum (Borculo, 16 oktober 1646 - gedoopt Borculo, 22 oktober 1646 - 1721)
- Frederik Willem van Limburg Stirum en Bronckhorst (juli 1649 - Borculo, juli 1722) graaf van Limburg Stirum, heer van Wisch en Borculo 1690-1724 trouwde in 1683 met Lucie van Aylva (Ternaard, 5 augustus 1660 - Borculo, 25 mei 1722), de dochter van Ernst Sicco van Aylva heer van Witmarsum en grietman van Westdongeradeel (1635-1679) en Anna van Cammingha (1640-1675). Lucie van Aylva was weduwe van Frans Duco Watze van Cammingha heer van Ameland
- Karel van Limburg Stirum (1 september 1650 - 1667)
- Maria Ursula van Limburg Stirum (1651-1720). Zij trouwde met Filips van Hessel-Kassel (1686-1717). Hij was een zoon van Filips van Hessen-Philippsthal en Catharina Amalia van Solms-Laubach (1654-1721).
- Lodewijk Hendrik van Limburg Stirum (1653-1653)
- Gustaaf van Limburg Stirum (oktober 1655 - 14 juli 1661)
- Adolf Gelder van Limburg Stirum (28 juli 1659 - Maastricht, 7 augustus 1676)
- Albert Georg van Limburg Stirum en Bronckhorst (Borculo, 12 april 1661 - gesneuveld bij Fleurus, 1 juli 1690) graaf van Limburg en Bronckhorst 1679-1690. Hij trouwde in Den Haag op 2 februari 1684 met Elisabeth Philippa barones van Boetzelaer (Den Haag, 15 juli 1663 - Londen 19 oktober 1692). Zij was de dochter van Karel baron van Boetzelaer heer van Nieuwveen en Waalsdorp (1635-1708) en Anna Catharina Musch vrouwe van Waalsdorp en Nieuwveen (1641-1667)

- Gemeinsame Normdatei: 1183164564
- Virtual International Authority File: 6702155566490313380007